# تيريزا ماني
كانت تيريزا ماني آي ميرافيت (1865–1939)، والمعروفة أيضًا باسمها المستعار سوليداد غوستافو، معلمة ومحررة وكاتبة كاتالونية. أسست ماني كمؤيد للتعليم التقدمي بعض المدارس العلمانية الأولى في كاتالونيا. عملت مع زوجها جوان مونتسيني بتحرير مجلة «المجلة البيضاء»، التي شرحت فيها أفكارها حول الأناركية والنسوية والتربية. أصبحت ابنتها فريدريكا مونتسيني إي ماني شخصية بارزة في الحركة الأناركية الإسبانية ووزيرة الصحة في الجمهورية الإسبانية الثانية.

## آراؤها
نشرت ماني شكلًا من أشكال الشيوعية اللاسلطوية التي تتناقض مع الاتجاه الأناركي الإسباني السائد المتمثل في النقابية اللاسلطوية. في الجدل بين اللاسلطويين والنقابيين في الكونفدرالية، وقفت ماني وعائلتها إلى جانب الأول، بحجة أن النقابات العمالية كانت نتاج الرأسمالية وبالتالي لا ينبغي أن تشكل الأساس لاقتصاد اشتراكي. في يوليو 1923، نشرت ماني مقال «النقابية واللاسلطوية» في المجلة البيضاء، وأعلنت أن «هناك عمال لأن هناك رؤساء. وسوف تختفي العمالية مع الرأسمالية، والنقابية مع الأجور». بدلًا من النقابية، دافعت ماني عن البلدية، مع التركيز على شكل أكثر مجتمعية من التنظيم القائم على البلدية الحرة التقليدية. خلال الثورة الإسبانية عام 1936، شهد تركيز ماني على تنظيم المجتمع نجاحات في النهوض بحقوق المرأة وفشل في تنظيم مكان العمل.
كانت ماني أيضًا مدافعة غزيرة الإنتاج عن الحركة النسائية. جنبًا إلى جنب مع تيريزا كلارامونت، كانت رائدة في اتجاه الحركة النسوية اللاسلطوية، التي تطمح إلى قدر أكبر من المساواة بين الجنسين. كانت ماني متشككة في الحب الحر، وذلك بسبب افتقار الرجال اللاسلطويين إلى الحركة النسوية في الممارسة العملية. في أكتوبر 1923، نشرت ماني مقال «دعونا نتحدث عن المرأة» في المجلة البيضاء وذكرت أن: «الرجل قد تعجبه فكرة تحرير المرأة، لكنه لن يحب ممارستها كثيرًا. في النهاية، قد يرغب في امرأة الآخر، لكنه سيحبس زوجته». في نفس المقال، أصرت ماني أيضًا على أن تنفيذ المساواة بين الجنسين كان مسؤولية النساء أنفسهن، اللاتي سيحتجن إلى «البرهنة من خلال أعمالهن على ما يفكرن فيه، فهن قادرات على تصور الأفكار، وفهم المبادئ، والسعي لتحقيق الغايات».

## أعمالها

### المقالات
العلمانية ليست ملحدة (1888)
الحب الحر (1889)
رسالتان (بالاشتراك مع جوان مونتسيني) (1891)
مخاوف الهم (بالاشتراك مع جوان مونتسيني) (1891)
إلى البروليتاريين (1896)
الأناركية والمرأة (1900)
مفهوم اللاسلطوية (1902)
آلهة الحياة (1910)
النقابات العمالية واللاسلطوية (1933)
السياسة وعلم الاجتماع (1933)

### الترجمات
الاستيلاء على الخبز (بيتر كروبوتكين)
مجتمع المستقبل (بيتر كروبوتكين)

### الدوريات
المجلة البيضاء (1898–1905; 1925–1936)
الأرض والحرية (1899–1904)
المقاتل (1931)
العالم اليوم (1935-1936)

### المجموعات
الرواية المثالية (1925-1938)
الرواية الحرة (1933-1938)

### المؤتمرات
مجتمع المستقبل (مجموعة جرمينال الجمهورية، مدريد، 1899)
المسألة الاجتماعية (أتينيو دي مدريد، 1902)